# Het strand
Het strand (engelska: The Sandpiper) är en amerikansk dramafilm från 1965 i regi av Vincente Minnelli.

## Utmärkelser
Johnny Mandel belönades med en Oscar för bästa sång och ett Grammy Award för bästa filmmusik.

## Rollista i urval
- Elizabeth Taylor – Laura Reynolds
- Richard Burton – Dr. Edward Hewitt
- Eva Marie Saint – Claire Hewitt
- Charles Bronson – Cos Erickson
- Robert Webber – Ward Hendricks
- James Edwards – Larry Brant
- Torin Thatcher – Domare Thompson
- Tom Drake – Walter Robinson